# Hlynur Karlsson
Hlynur Karlsson (Kópavogur, 6 de abril de 2004) es un futbolista islandés que juega en la demarcación de defensa para el IF Brommapojkarna de la Allsvenskan.

## Selección nacional
Tras jugar en las categorías inferiores de la selección, finalmente hizo su debut con la selección absoluta de Islandia el 17 de enero de 2024 contra Honduras en un partido amistoso que finalizó con un resultado de 0-2 a favor del combinado islandés tras los goles de Brynjólfur Willumsson y Andri Guðjohnsen.

## Clubes
| Club              | País     | Año   | Partidos | Goles |
| ----------------- | -------- | ----- | -------- | ----- |
| Breiðablik UBK    | Islandia | 2020  | 2        | 0     |
| Valur Reykjavík   | Islandia | 2023  | 26       | 2     |
| FK Haugesund      | Noruega  | 2024  | 4        | 0     |
| IF Brommapojkarna | Suecia   | 2024- | 23       | 2     |